# CheckInstall
CheckInstall est un logiciel pour les systèmes d’exploitation type Unix qui facilite l’installation et la désinstallation des logiciels compilés à partir des sources en utilisant le gestionnaire de paquets. Après la compilation du logiciel, checkinstall peut créer automatiquement un paquet compatible Slackware, RPM ou 
Debian qui peut être désinstallé proprement plus tard à partir du gestionnaire de paquets.